# Fragmentarisk sfär

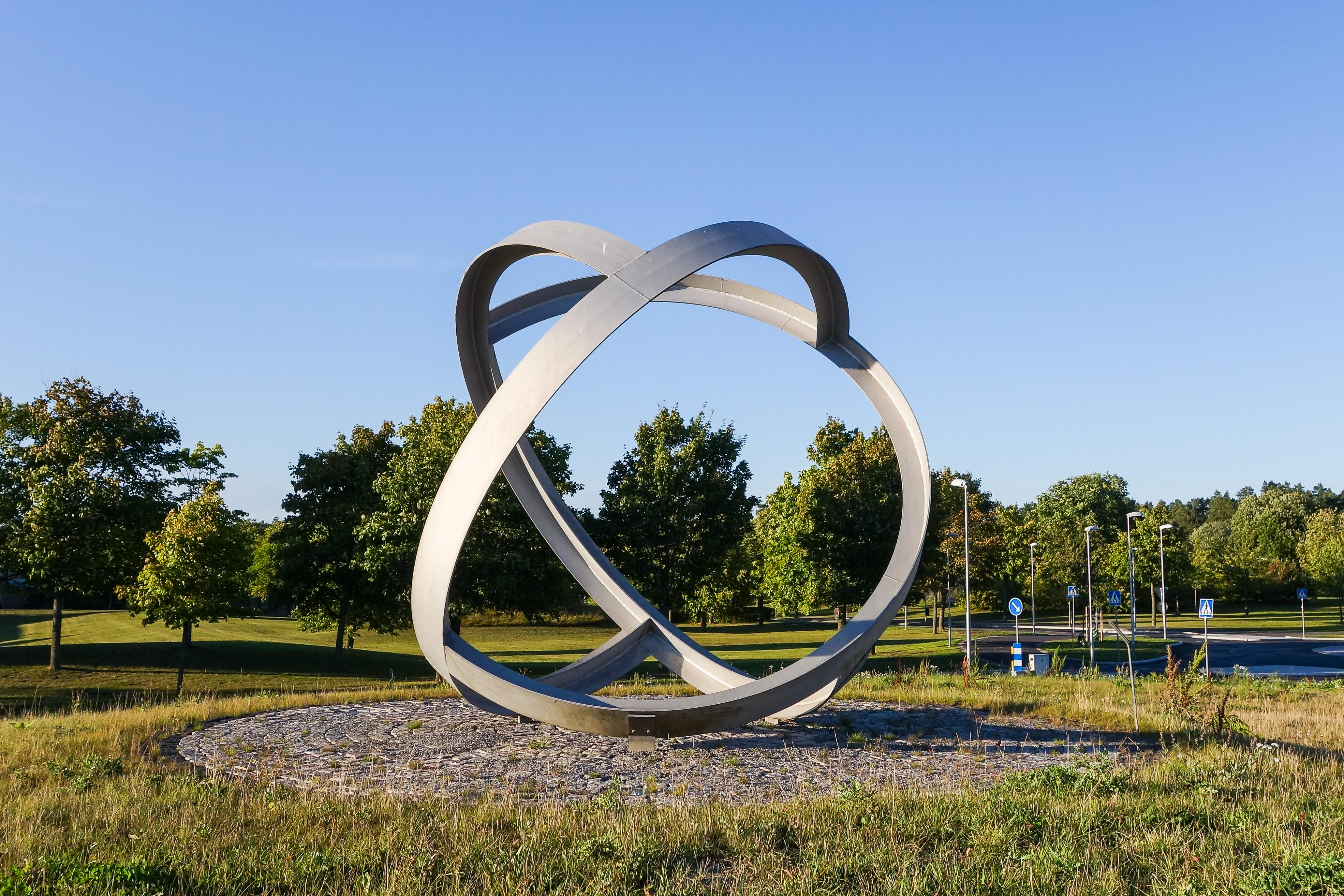
Fragmentarisk sfär av Bertil Herlow Svensson

Fragmentarisk sfär är en skulptur av konstnären Bertil Herlow Svensson, belägen på Sveriges lantbruksuniversitets campus i Ultuna i Uppsala i Sverige.
Verket är av aluminium och beställdes 1990 av Statens kulturråd.
Den tänkta sfären kan beskrivas som tre storcirklar i 90° vinkel ifrån varandra, men där varje cirkel är bruten och endast täcker den tänkta sfären i 270°.